# 陈大羽
陈大羽（1912年5月21日—2001年6月1日），原名陈汉卿，后其师齐白石为他改名翱，字大羽，以字行，生于广东朝阳，中国花鸟画画家、书法家、篆刻家。以大写意花鸟而著称，尤擅画雄鸡，作品气势宏伟，多体现出欣欣向荣的气象。为中国美术家协会会员，中国书法家协会会员，南京艺术学院美术系名誉主任。长期从事中国画艺术教育。

## 生平
1935年毕业于上海美术专科学校中国画系。
1946年拜师齐白石。
1948年出版《陈大羽画集》，同年任上海美专国画系写意花鸟画讲师，后任副教授。.
1958年调任南京艺术学院美术系教授。曾任中国美术家协会常务理事、江苏省美术家协会、中国书法家协会副主席。
1974年，文化大革命期间，在批“黑画”运动中被批判和迫害，作品《迎春》被点名批判为“黑画”。
1980年在江苏美术馆举办个人作品展，
1981年在上海美术馆举办个人作品展。1982年出版《大羽画选》。1988年在日本出版《陈大羽作品集》。

## 艺术风格
擅长大写意花鸟、书法和篆刻。曾从姚世影、马公愚、诸乐三诸师学艺。书法以篆书、行草见长。

## 作品展览
中国画《并蒂呈祥》入选第六届全国美展。书法篆刻作品曾参加第一、二、三、四届书法篆刻展。